# Sati (deessa)

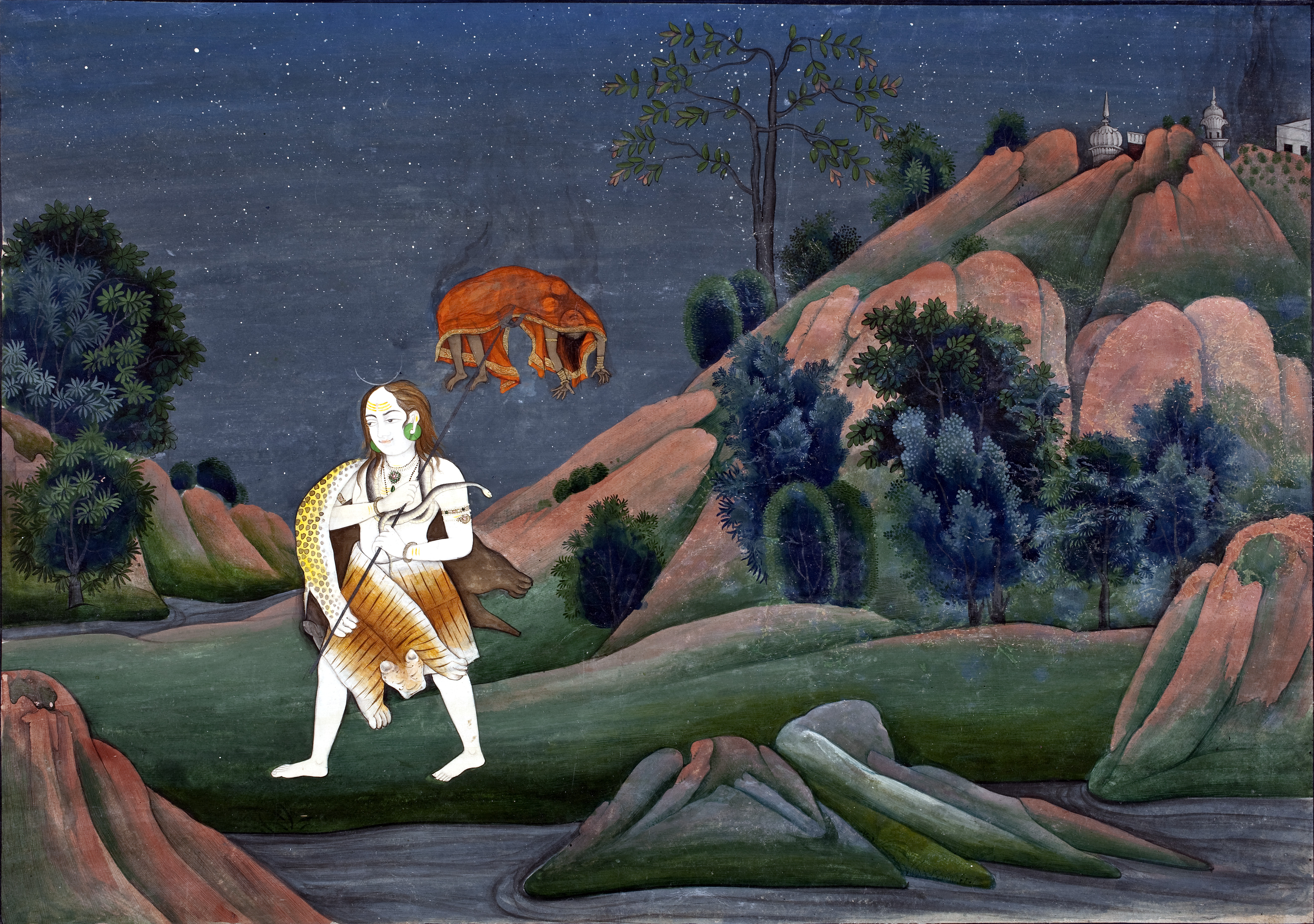
Shiva Carrying Sati on His Trident, aquarel·la del 1800, que mostra a un déu somrient Shivá que camina amb la deessa Sati suïcidada (encara fent fum), clavada al seu trident.

En el marc del hinduisme, Sati és la deessa hindú de la felicidad marital y la longevitat.
Como una expansió de Devi, Sati és la primera consort del Déu Xiva.
No es fins als segles V-VI que trobem en la literatura el relat detallat dels mites de Sati i Pàrvarti. Les dues són manifestacions de la dona del déu Xiva. En el Linga-purana es detalla la preocupació de Brama per involucrar Xiva en els successos del món. Si Xiva continua absent, la creació no seria capaç de continuar. Les raons que la creació no serà capaç de continuar. Les raones que oculten les inquietuds del déu Brama per involucrar Xiva en qüestions del sexe i la vida conjugal són útils per comprendre el significat mitològic del paper de Sati-Parvati en el cicle de creació universal.
En lletres devanagari s'escriu सती.

En anglès s'escriu Suttee (pronunciat /satíi/).

És el femení del sànscrit sat (‘etern [verdader]’), encara que generalment es tradueix com ‘fiel, casta’.
Li rendeixen culte principalment les dones hinduistes que busquen una llarga vida amb els seus marits.

## Altres noms
Sati té al voltant de mil noms, entre ells:
- Dākshāianí (‘filla de Dakxa’), que en lletra devanagari s'escriu दाक्षायनि (dākṣāiaṇī́).
- Umá.
- Aparnā.
- Shivá Kāmini (‘luxúria de Xivá’).

## Altres Satis
- Dona de Vishva Mitra (segons el Rigveda).
- Una de les dones de Ànguiras (segons el Bhagavata-purana).

## Llegenda
A l'època del Mahabharata, Sati (o també Dakxayani) era la filla gran de Prasuti i Daksha. Sati va haver de superar unes proves de devoció i pràctiques ascètiques. Quan ho va fer, Xiva que sentia una forta atracció per a ella, li va concedir un favor. Sati li demana que es casi amb ella i Xiva accepta descobrint així un espurneig de desig (kāma) que la fa encara més desitjable.
Tot i això, Daksha no vol la unió de la seva filla amb un foraster, vagabund i amb costums estranyes, començant així moltes tensions entre Xiva i Daksha. Després de la celebració del matrimoni, Xiva i Sati es retiren a la muntanya on viuen durant molts d'anys. Mentrestant,Daksha prepara un gran sacrifici on convida a tots els déus excepte Xiva. Encara que a Xiva això no li ofen, Sati es dirigeix al gran esdeveniment convocat pel seu pare. Quan està allí, Daksha torna a insular al marit de la seva filla.
Per rentar la injúria feta al seu marit, es va assentar a terra per meditar i es va encendre en flames a ella mateixa (un estrany poder místic).
Quan Xiva se'n va assabentar, va matar tots els assistents de la festa, inclòs al seu sogre Daksha. Va decapitar-lo, reemplaçant-li més tard el cap pel d'un cabró. Després d'això, Sati va renéixer de les seves cendres en tant que Pàrvati, retrobant així el seu espòs.

## Sacrificis en nom de Sati
La religió hinduista va crear la tradició sati, era un ritual ancestral practicat a l'Índia fins a l'any 1829 que consistia en immolar a les vídues a la pira funerària dels seus marits. Els autors clàssics mencionen aquesta pràctica des del segle IV aC. Sembla que primer era un costum i un privilegi reial que s'hauria generalitzat i legalitzat més tard. Teòricament es tractava d'un acte voluntari, però les dones que es negaven a fer-ho eren menyspreades per la comunitat fins a l'ostracisme. El sati va ser abolit pel governador britànic Lord William Bentinck en 1829, influït per reformador indi Ram Mohan Roy, cap de l'organització Brahmo Samaj (la 'Societat de Déu'). Tot i així, en regions allunyades de l'Índia, encara va practicar-se de manera esporàdica fins a temps recents.